# Lamprolepis leucosticta
Espèce
Synonymes
- Lygosoma leucostictum Müller, 1923

Lamprolepis leucosticta est une espèce de sauriens de la famille des Scincidae.

## Répartition
Cette espèce est endémique de l'Ouest de Java en Indonésie.

## Publication originale
- Müller, 1923 : Neue oder seltene Reptilien und Batrachier der Zoologischen Sammlung des bayrischen Staates. Zoologischen Anzeiger, vol. 57, no 3/4, p. 39-61 (texte intégral).